# Hieronyma alchorneoides

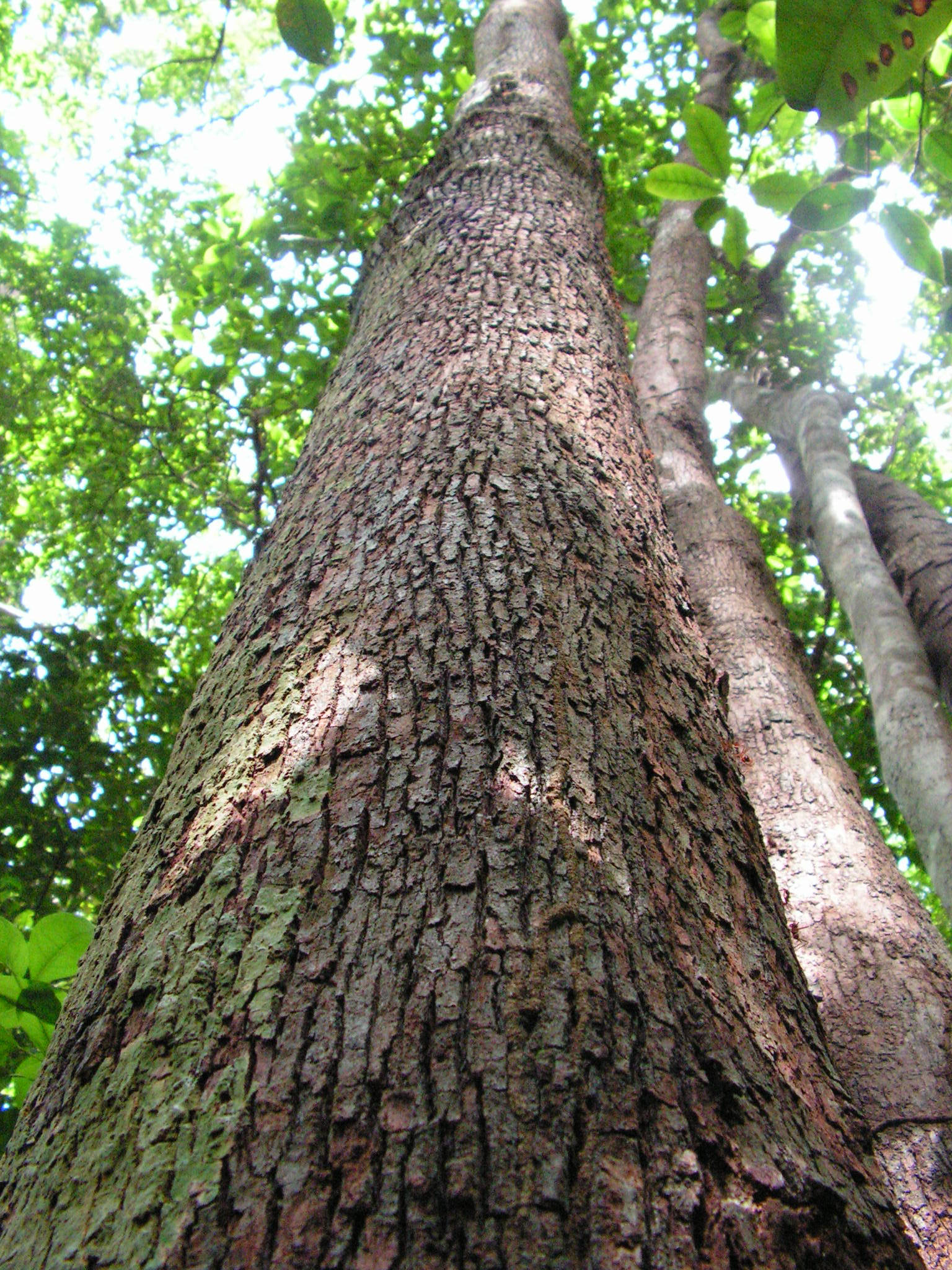
Tronco en detalle.

Hieronyma alchorneoides L. (pilón, zapatero, llorón colorado, quindu cacao, carne asada, mascarey, suradan, suradanni) es una especie de la familia de las Phyllanthaceae. Es originaria del sureste de México y América tropical.

## Descripción
Es un árbol que se encuentra en el Pacífico Central, Sur, Norte y Caribe. Entre sus principales características, están que alcanza los 50 m de altura, es abundante, su madera tiene un mediano valor, es usado para hacer plantaciones forestales, tiene un fuste ocasionalmente ramificado a baja altura, corteza pardo rojizo y tiene gambas. Posee hojas simples, alternas o seguidas, rojas cuando mueren, y tricomas apuñados en el haz, también estípulas foliáceas o hojosas. Cuenta con frutos tipo drupa de 4 mm de largo. Sus flores son de color crema.
Peso específico básico: 0,52–0,7 g/cm³

## Sinonimia
- Stilaginella amazonica Tul., Ann. Sci. Nat., Bot., III, 15: 241 (1851).
- Stilaginella ferruginea Tul., Ann. Sci. Nat., Bot., III, 15: 250 (1851).
- Stilaginella laxiflora Tul., Ann. Sci. Nat., Bot., III, 15: 244 (1851).
- Hieronyma ferruginea (Tul.) Tul. in C.F.P.von Martius & auct. suc. (eds.), Fl. Bra. 4(1): 334 (1861).
- Hieronyma laxiflora (Tul.) Müll.Arg., Linnaea 34: 67 (1865).
- Hieronyma mollis Müll.Arg. in A.P.de Candolle, Prodr. 15(2): 269 (1866).
- Hieronyma caribaea Urb., Repert. Spec. Nov. Regni Veg. 14: 139 (1919).
- Hieronyma heterotricha Pax & K.Hoffm. in H.G.A.Engler, Pflanzenr., IV, 147, XV: 39 (1922).
- Hieronyma mattogrossensis Pax & K.Hoffm. in H.G.A.Engler, Pflanzenr., IV, 147, XV: 39 (1922).
- Hieronyma peruviana Pax & K.Hoffm. in H.G.A.Engler, Pflanzenr., IV, 147, XV: 37 (1922).
- Hieronyma chocoensis Cuatrec., Revista Acad. Colomb. Ci. Exact. 7: 52 (1946).
- Hieronyma ovatifolia Lundell, Wrightia 4: 134 (1970).[1]

## Fuente
1. ↑  «Hieronyma alchorneoides». Royal Botanic Gardens, Kew: World Checklist of Selected Plant Families. Consultado el 7 de junio de 2010.

Richter, H.G., Dallwitz, M.J. 2000. Commercial timbers: descriptions, illustrations, identification, and information retrieval. En inglés, francés, alemán, portugués, castellano. Versión: 16 de abril de 2006. http://delta-intkey.com’ (enlace roto disponible en Internet Archive; véase el historial, la primera versión y la última)..